# 学校法人村崎学園

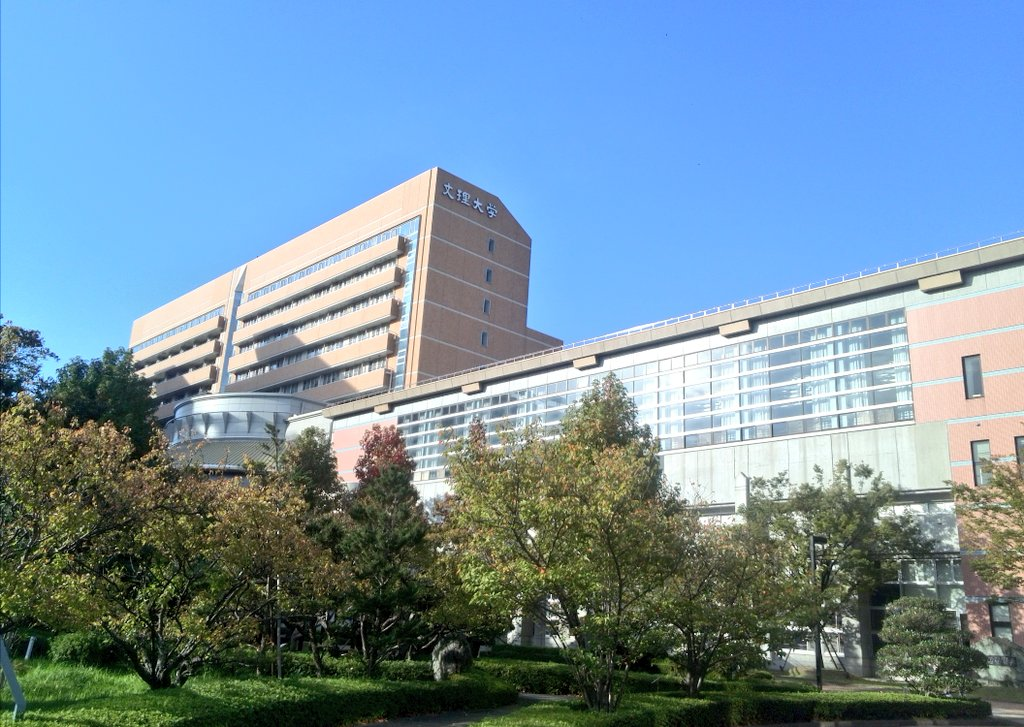
徳島文理大学（徳島キャンパス）

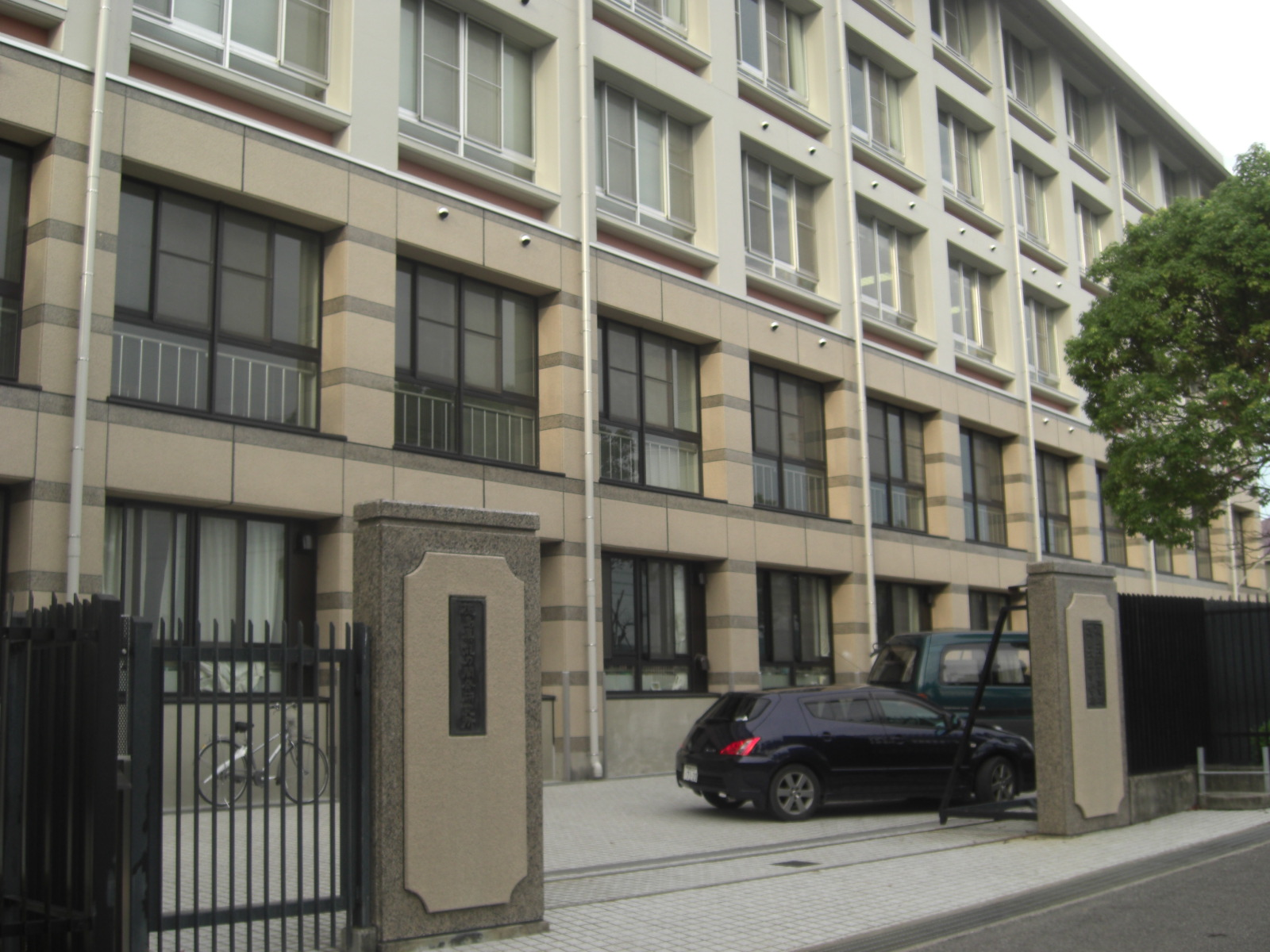
徳島文理中学校・高等学校

学校法人 村崎学園（がっこうほうじん むらさきがくえん　英称：Murasaki Gakuen）は、徳島県徳島市寺島本町東に置く学校法人。徳島文理大学などの学校を経営する。創立者は村崎サイ。

## 沿革
- 1895年 - 村崎サイが私立裁縫専修学校を創立。
- 1924年 - 徳島女子商業学校を設置。
- 1944年 - 村崎女子商業学校が認可。
- 1948年 - 村崎女子商業学校を村崎女子高等学校と改称。
- 1958年 - 村崎女子高等学校を徳島女子高等学校と改称。
- 1961年 - 徳島女子短期大学を開設。
- 1966年 - 徳島女子大学を開設。
- 1972年 - 徳島女子大学を徳島文理大学と改称。
- 1973年 - 徳島文理大学附属幼稚園を開設。徳島女子短期大学を徳島文理大学短期大学と改称。
- 1975年 - 徳島文理大学附属中学校を開設。
- 1976年 - 徳島女子高等学校を徳島文理高等学校と改称。
- 1980年 - 徳島文理大学短期大学を徳島文理大学短期大学部と改称。
- 1976年 - 徳島文理大学附属中学校を徳島文理中学校と改称。
- 1984年 - 徳島文理小学校を開設。
- 1955年 - 学園創立100周年記念式典挙行。
- 2000年 - むらさきホール設立。

## 学園
| 学校名                   | 創立   | 備考                                                       |
| ------------------------ | ------ | ---------------------------------------------------------- |
| 徳島文理大学             | 1966年 | 旧名は徳島女子大学。前身は1895年創設の私立裁縫専修学校     |
| 徳島文理大学短期大学部   | 1961年 | 旧名は徳島女子短期大学、徳島文理大学短期大学               |
| 徳島文理中学校・高等学校 | 1975年 | 旧名は村崎女子商業学校、村崎女子高等学校、徳島女子高等学校 |
| 徳島文理小学校           | 1984年 |                                                            |
| 徳島文理大学附属幼稚園   | 1973年 |                                                            |

## 施設
| 施設名                               | 設立   | 備考                                                          |
| ------------------------------------ | ------ | ------------------------------------------------------------- |
| 村崎サイメモリアルホール             | 1989年 |                                                               |
| 村崎凡人記念図書館                   | 1994年 | 学園創立100周年を記念し建設された村崎凡人の記念館および図書館 |
| リサーチ アンド メディアライブラリー | 1998年 | 学園創立110周年を記念し香川キャンパスに設置された図書館       |
| むらさきホール                       | 2000年 | 学園創立110周年を記念し建設された音楽ホール                   |

## 歴代理事長
| 代   | 氏名     | 就任年 | 退任年 | 備考                                                 |
| ---- | -------- | ------ | ------ | ---------------------------------------------------- |
| 初代 | 村崎サイ | 1895年 | 1945年 | 学園創設者                                           |
| 2    | 村崎凡人 | 1949年 | 1989年 | 学園を幼稚園から大学院までを一貫した総合学園へと築く |
| 3    | 村崎正人 | 1989年 | 2024年 |                                                      |
| 4    | 村崎文彦 | 2024年 | 現在   |                                                      |